# 安思远
安思远（英語：Robert Hatfield Ellsworth，1929年7月13日—2014年8月3日），美国古董商、收藏家。他是西方艺术界最权威的亚洲艺术古董商之一，有“中国古董教父”之称。

## 生平
安思远出生于纽约曼哈顿，父亲是一位牙医，母亲则是一位歌剧演员。他是美国开国元勋、最高法院首席大法官奥利弗·埃尔斯沃思的后代。他从小就对收藏感兴趣，收集过中国邮票、鼻烟壶等。早年他曾跟随古玩商艾丽斯·庞耐（Alice Boney）学习。1948年，安思远入读耶鲁大学远东语文学院（Yale Institute of Far Eastern Languages），曾师从王方宇。其中文名“安思远”即为王方宇所起。1960年左右，安思远与人合伙开办了古董店“安思远高德画廊”（Ellsworth & Goldie, Ltd.）。此后，他逐渐成为西方艺术界最具权威的亚洲艺术古董商之一，被称为“中国古董教父”。
安思远藏有大量中国碑帖、近现代书画、明清家具等中国艺术品，同时还涉猎喜马拉雅、印度、东南亚艺术以及欧洲家具与装饰艺术品等众多艺术门类。他出版过《中国家具：明清硬木家具实例》(Chinese Furniture: Hardwood Examples of the Ming and Early Ch'ing Dynasty，1971年)、《中国近现代书画 1800－1950》（Later Chinese Painting and Calligraphy: 1800-1950，1987年）等著作。他也因其在明代家具研究方面的造诣而被誉为“明朝之王”。他的兴趣还从明代家具延伸到明代建筑，1991年他在香港创立了旨在抢救安徽古民居的中国传统艺术基金会（China Heritage Arts Foundation）。1993年，他被授予徽州荣誉市民称号。作为一位古董商，他的客户包括洛克菲勒三世、何鸿卿、布鲁克·阿斯克等。
2014年8月3日，安思远在纽约逝世，终年85岁。在他去世之后，佳士得于2015年在纽约洛克菲勒中心举办了“锦瑟华年─安思远私人珍藏”专场拍卖会。